# بریستول براونی
بریستول براونی (به انگلیسی: Bristol Brownie) یک هواگرد ساختِ کارخانهٔ بریستول ایروپلین در کشور بریتانیا است . این هواگرد برای نخستین بار در ۶ اوت ۱۹۲۴ میلادی مورد استفاده قرار گرفت.